# Supérieur général

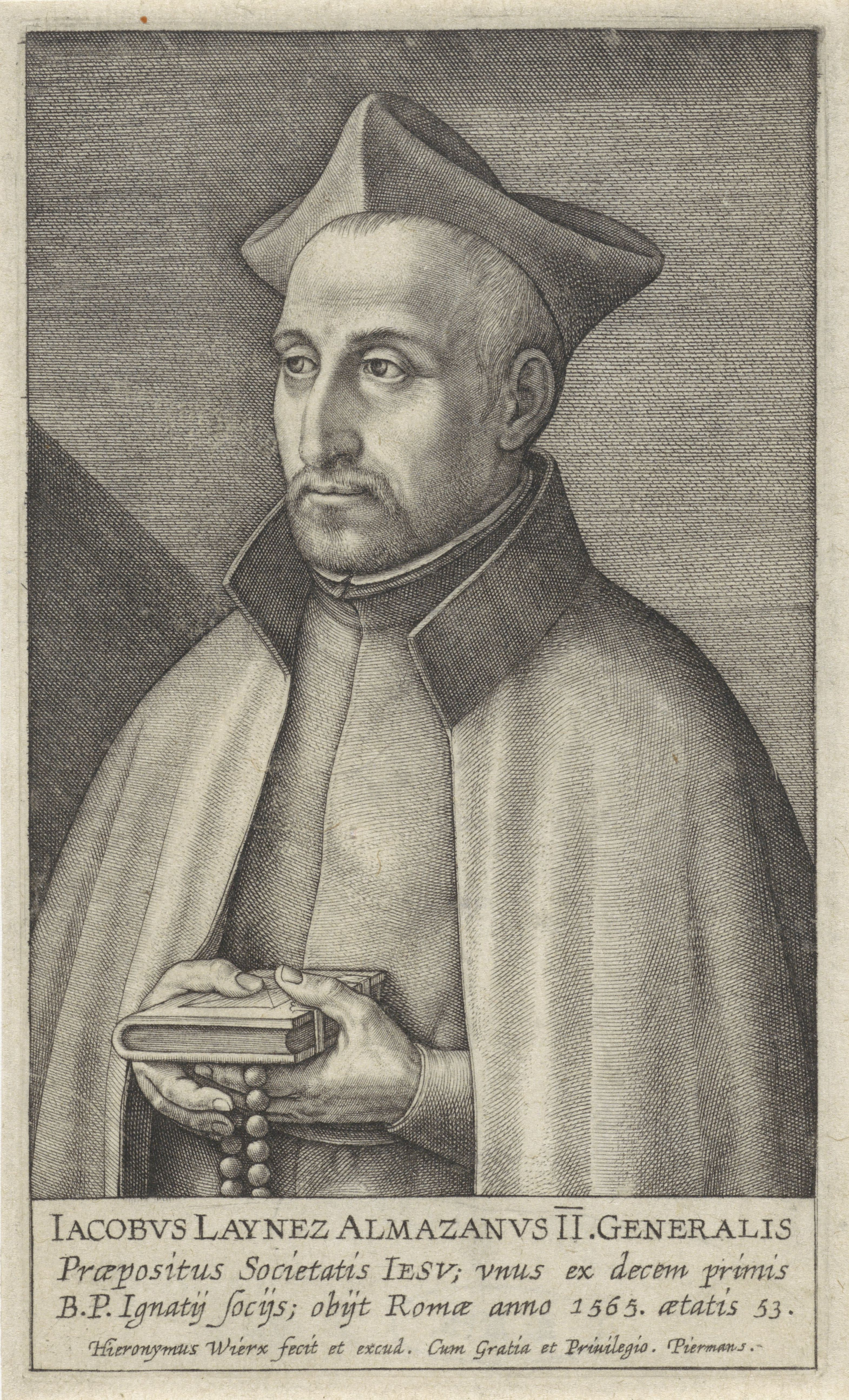
Jacques Lainez, second supérieur général de la Compagnie de Jésus, de 1558 à 1565.

Un supérieur général ou une supérieure générale est dans le catholicisme le responsable d'un ordre religieux. Il est élu par les délégués de son ordre pour une durée et selon des modalités variant d'un ordre à l'autre, et peut porter une appellation particulière.

## Rôle, élection
Le supérieur général d'un ordre religieux ou d'une congrégation est le responsable des religieux et des établissements de cet ordre. Il réside souvent à Rome, si l'ordre qu'il dirige est reconnu par le Saint Siège. C'est le cas des principaux ordres religieux.
Il est élu par les abbés ou les abbesses, ou par les délégués des abbayes, couvents, monastères, prieurés et autres communautés de son ordre, réunis en chapitre général ou congrégation générale.

## Dénominations
Les appellations du supérieur général diffèrent parfois selon leur ordre. Le supérieur général de la Compagnie de Jésus est parfois appelé préposé général ou simplement général. Le supérieur général est plutôt appelé maître chez les Dominicains, ministre général chez les Franciscains, et prieur général chez les Carmes. 
Les diverses appellations des responsables des principaux ordres religieux sont :
- Supérieur général : supérieur général des Augustins de l’Assomption (Assomptionnistes) ; supérieur général de la Compagnie de Jésus (Jésuites) ; supérieur général des Missions étrangères de Paris ; supérieur général de la Congrégation du Saint-Esprit (Spiritains) ; supérieur général de la Société des missions africaines ; supérieur général des Missionnaires d'Afrique (Pères blancs).
- Abbé général : abbé général de l'ordre cistercien.
- Abbé primat : abbé-primat de la confédération bénédictine.
- Maître : maître de l'ordre des Prêcheurs (Dominicains).
- Ministre général : ministre général des Capucins ; ministre général des Franciscains.
- Préposé général, supérieur général ou général : préposé général de la Compagnie de Jésus.
- Prieur général : prieur général des Carmes ; prieur général des Chartreux.
- Recteur général : recteur général des Pallottins.

Dans le Code de droit canonique de 1983, le supérieur d'un « institut de vie consacrée » est appelé « modérateur suprême ».